# Morten Larsen
Morten Larsen (Hjørring, 21 gennaio 1979) è un ex calciatore danese, di ruolo attaccante.

## Carriera

### Club
Larsen giocò per lo Hjørring, prima di trasferirsi all'Aalborg. Passò poi in prestito ai norvegesi dello Start, per cui debuttò nell'Eliteserien in occasione del pareggio per 1-1 contro lo Stabæk. Tornò poi all'Aalborg, prima di trasferirsi al Nordjylland. In seguito, giocò nuovamente allo Hjørring, dove rimase fino al 2008 (fatta eccezione per una parentesi agli islandesi del Fuglafjørður).

### Nazionale
Conta 4 presenze e una rete per la Danimarca under 21. Esordì il 1º giugno 2001, nella sconfitta per 3-4 contro la Repubblica Ceca Under-21, quando subentrò a Peter Løvenkrands. Realizzò l'unico gol nella vittoria per 3-0 su Malta under 21.